# NGC 6773
NGC 6773 – grupa gwiazd znajdująca się w gwiazdozbiorze Orła, być może gromada otwarta. Odkrył ją John Herschel 13 sierpnia 1830 roku. Znajduje się w odległości około 7 tys. lat świetlnych od Słońca oraz 22,8 tys. lat świetlnych od centrum Galaktyki.